# Linia kolejowa Tábor – Ražice
Linia kolejowa Tábor – Ražice (Linia kolejowa nr 201 (Czechy)) – jednotorowa, regionalna i niezelektryfikowana linia kolejowa w Czechach. Łączy Tabor i Ražice. Przebiega w całości przez terytorium kraju południowoczeskiego.